# Fritz Köhler (Politiker)
Fritz Köhler (* 19. Juli 1903 in Lauffen am Neckar; † 20. Dezember 1962 in Freiburg im Breisgau) war ein deutscher Politiker (SPD). Von 1952 bis zu seinem Tod 1962 war er zunächst Mitglied der Verfassunggebenden Landesversammlung und dann des Landtags von Baden-Württemberg.

## Leben
Köhler war von Beruf Dachdecker. 1932 gründete er in Lauffen am Neckar einen eigenen Dachdeckerbetrieb, den er bis zu seinem Tod leitete. Er war Obermeister der Dachdecker-Innung Heilbronn. In Lauffen war er Feuerwehrkommandant, außerdem Präsident des Landesverbandes der Feuerwehren in Württemberg und Hohenzollern sowie Vorsitzender der Arbeitsgemeinschaft der Feuerwehrverbände in Baden-Württemberg. Bis 1960 war er auch Kreisbrandmeister des Landkreises Heilbronn.
Bereits im Alter von 28 Jahren wurde das SPD-Mitglied Köhler 1931 in den Gemeinderat seiner Heimatstadt gewählt. 1933 wurde er vom NS-Regime in sogenannte Schutzhaft genommen. Am 7. August 1939 beantragte er die Aufnahme in die NSDAP und wurde zum 1. Januar 1940 aufgenommen (Mitgliedsnummer 7.800.339). Nach dem Ende des Zweiten Weltkriegs war er erneut in der Lauffener Kommunalpolitik tätig und gehörte zunächst dem Beirat an und dann von 1945 bis zu seinem Tod kontinuierlich dem Lauffener Gemeinderat, wo er Stellvertreter des Bürgermeisters war. Auch dem Kreistag des Landkreises Heilbronn gehörte er an.
1952 wurde er im Wahlkreis Heilbronn-Land II in die Verfassunggebende Landesversammlung des Landes Baden-Württemberg gewählt, die ab November 1953 zugleich der 1. Landtag war. 1956 und 1960 wurde er jeweils mit einem Direktmandat im Wahlkreis Heilbronn-Land II wiedergewählt.
Wegen einer schweren Erkrankung begab er sich im Dezember 1962 in die Universitätsklinik Freiburg, wo er am 14. Dezember operiert wurde. Die Operation kam jedoch zu spät, Köhler starb am 20. Dezember in der Klinik. Er wurde am 23. Dezember in Lauffen am Neckar beerdigt. Im Landtag folgte ihm Paul Doll nach.

## Familie
Köhler hatte einen Sohn, der im Zweiten Weltkrieg starb.